# Distrikt Corani
Der Distrikt Corani liegt in der Provinz Carabaya in der Region Puno in Südost-Peru. Der Distrikt wurde am 2. Mai 1854 gegründet. Er besitzt eine Fläche von 886 km². Beim Zensus 2017 wurden 4482 Einwohner gezählt. Im Jahr 1993 betrug die Einwohnerzahl 2868, im Jahr 2007 3622. Sitz der Distriktverwaltung ist die 3986 m hoch gelegene Ortschaft Corani mit 658 Einwohnern (Stand 2017). Corani befindet sich 29 km nordwestlich der Provinzhauptstadt Macusani.

## Geographische Lage
Der Distrikt Corani befindet sich im äußersten Südwesten der Provinz Carabaya. Entlang der westlichen Distriktgrenze verläuft der Ostteil der Cordillera Vilcanota mit der Quelccaya-Eiskappe und dem 5743 m hohen Joyllor Puñuna, deren höchste Erhebung. Im äußersten Südwesten befindet sich ein Gebirgsmassiv mit den Gipfeln Nevado Jonorane (5553 m) und Nevado Pumanota (5516 m). Im nördlichen Westen erheben sich die Berge Nevado San Braulio (5675 m) und Iskupitani (5635 m), im Nordwesten der 5300 m hohe Chakiriyuq sowie im Nordosten der 5304 m hohe Nevado Macho Ritti. Das Areal wird über den Río Corani nach Nordosten zum Río San Gabán (auch Río Macusani) entwässert.
Der Distrikt Corani grenzt im Westen an die Distrikte San Pablo, Checacupe und Pitumarca (alle drei in der Provinz Canchis), im Nordwesten an den Distrikt Marcapata (Provinz Quispicanchi), im Nordosten an den Distrikt Ollachea, im Südosten an den Distrikt Macusani sowie im Süden an den Distrikt Nuñoa (Provinz Melgar).

## Ortschaften
Im Distrikt gibt es neben dem Hauptort folgende größere Ortschaften:
- Aymaña (1000 Einwohner)
- Chacaconiza
- Isivilla (917 Einwohner)
- Quelcaya (263 Einwohner)